# SsangYong Musso

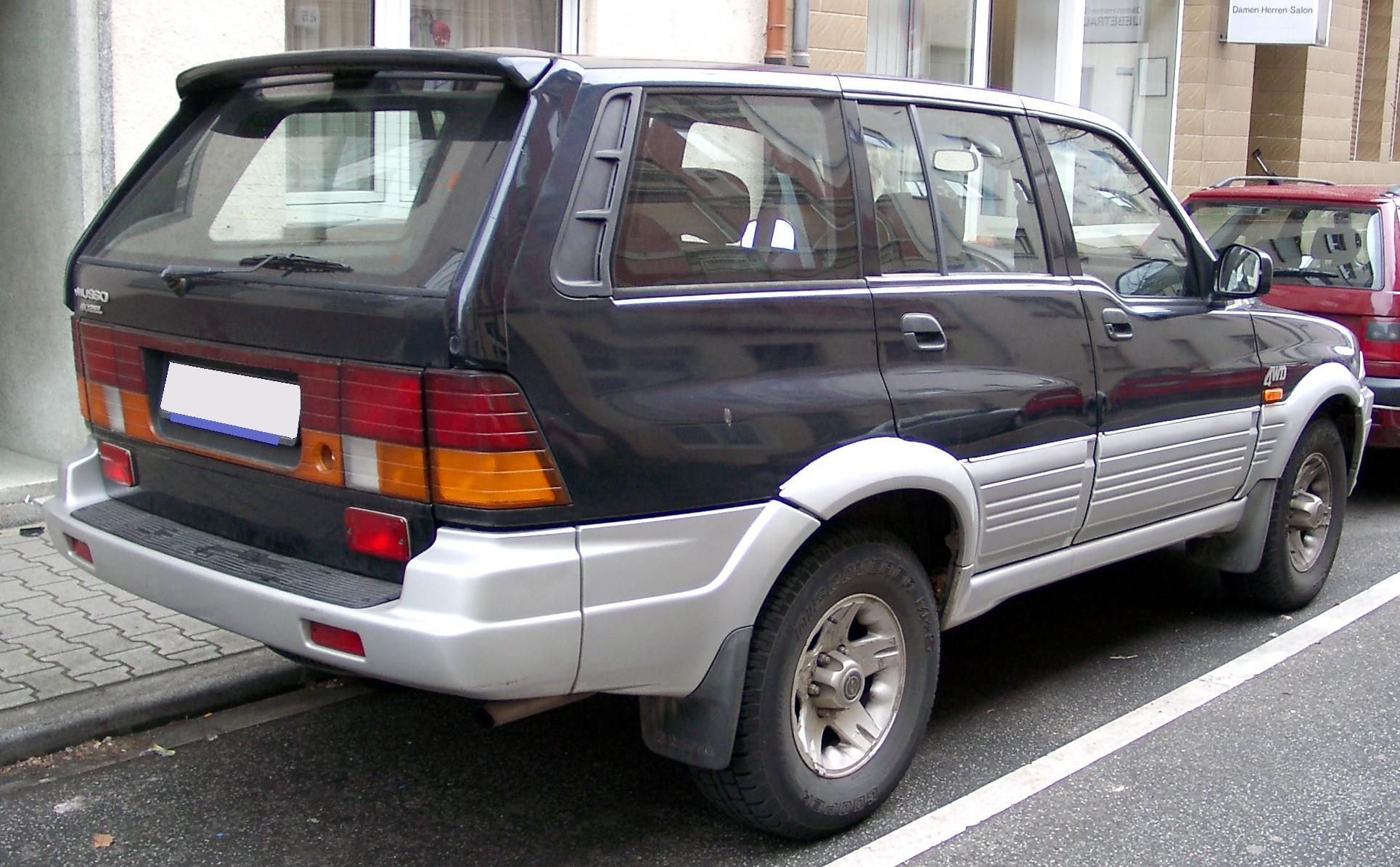
SsangYong Musso

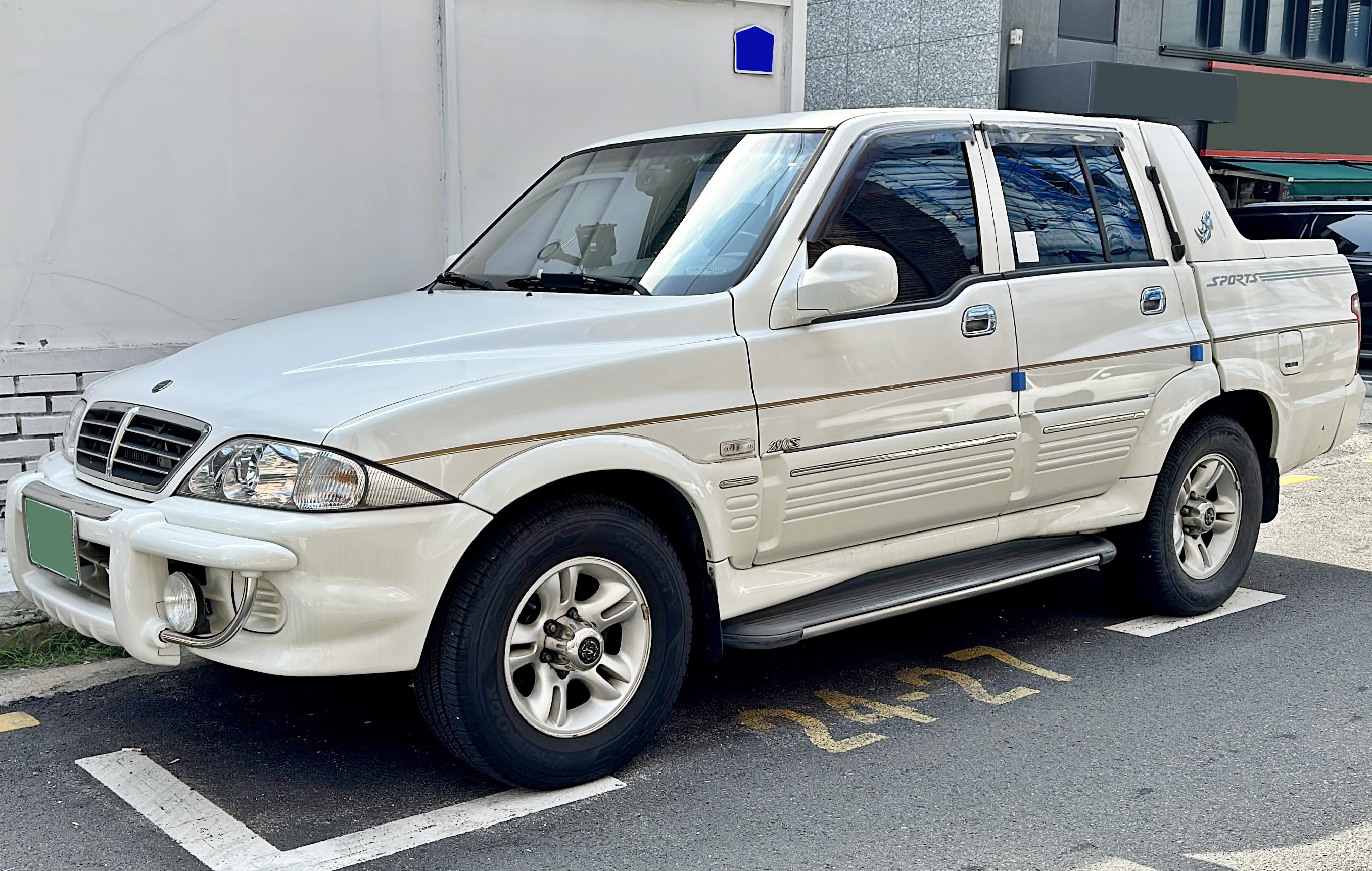
SsangYong Musso Sport

Der SsangYong Musso ist ein Sports Utility Vehicle des koreanischen Automobilherstellers SsangYong.
Erstmals wurde er 1993 hergestellt und hatte einen Benzin- oder Dieselmotor von Mercedes-Benz. Der Wagen wurde von Ken Greenly entworfen und musste harsche Kritik wegen seines Aussehens einstecken.
Der Musso hat fünf Sitzplätze. Wie der kleinere SUV SsangYong Korando ist er fürs Gelände geeignet. In den letzten Jahren wurde zusätzlich der SsangYong Musso Sport gebaut.  Er ist ein Pick-up mit ebenfalls 5 Sitzen. Zusammen mit dem Hyundai Santa Fe gehört der Musso zu den beliebtesten SUVs aus Südkorea.
Die Produktion des Musso endete 2005. Nachfolger wurde der SsangYong Actyon.
Die ehemaligen Produktionsanlagen des SsangYong Musso sowie die Modellrechte wurden 2008 von der russischen TagAZ aufgekauft. Dort wird das Modell seither nun unter eigenem Markennamen produziert. In Vietnam wurde das Modell in den Jahren 1999 bis 2005 von der Mekong Auto Corporation unter dem Namen SsangYong Musso Libero montiert und vermarktet.

## Daewoo Musso und Mercedes-Benz Musso
Mit der Übernahme von SsangYong durch Daewoo wurde der Musso auch als Daewoo Musso von Ende 1998 bis 2002 vermarktet.
Da SsangYong die Technik mit Mercedes-Benz teilte, beschloss man, den Musso in einigen Märkten als Mercedes-Benz zu verkaufen. Dies diente dazu, die Marke SsangYong dort einzuführen, ohne eine eigene Infrastruktur aufbauen zu müssen (SsangYongs wurden in Mercedes-Benz-Werkstätten betreut). Gleichzeitig hatte Mercedes-Benz so ein Modell für den boomenden SUV-Markt.